# Kansiahkionjärvi
Kansiahkionjärvi eller Njalatanjärvi är en sjö i Finland. Den ligger i kommunen Enare i landskapet Lappland, i den norra delen av landet, 1 000 km norr om huvudstaden Helsingfors. Njalatanjärvi ligger 228,2 meter över havet. Arean är 33,5 hektar och strandlinjen är 4,11 kilometer lång. Sjön  ingår i Pasvik älvs huvudavrinningsområde.   Omgivningarna runt Kansiahkionjärvi är i huvudsak ett öppet busklandskap.